# قطعنامه ۱۷۴۵ شورای امنیت
قطعنامه ۱۷۴۵ شورای امنیت سازمان ملل متحد که در تاریخ ۲۲ فوریه ۲۰۰۷ تصویب شد، سندی بین‌المللی دربارهٔ اوضاع در تیمور شرقی است. این قطعنامه طی نشست ۵۶۳۴ام با ۱۵ رای موافق، ۰ مخالف و ۰ ممتنع تصویب شد.